# 午飯岡

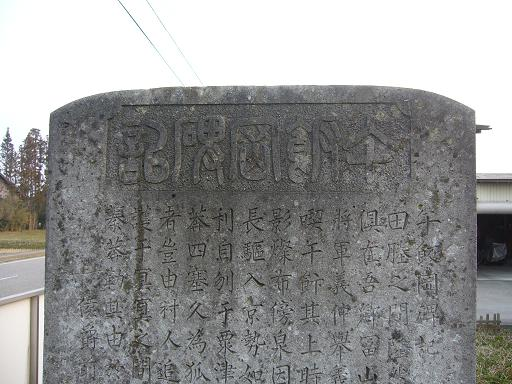
午飯岡碑記篆額部分（2007年2月撮影）

午飯岡（ひるがおか）は、1183年5月11日、般若野から倶利伽羅峠へ進軍途中の源義仲がこの場所で「午飯（ひるめし）」を取ったと伝えられている場所。

## 午飯岡碑記
散居村の真ん中に位置する砺波市の小島（おじま）地内にある午飯岡には「午飯岡碑記」という石碑が建てられている。この石碑は1890年5月に建立されたもので、文は小島地区出身の漢学者である石崎謙のもの。書は石崎謙の跡継ぎである石崎譲一のもの。篆額は、旧・加賀藩の前田利為のもの。石碑は建立された当時よりやや北に移動されている。